# A régi Magyarország főméltóságai
Eredetileg a király által kinevezett és bármikor leváltható, országos szerepkörrel bíró udvari tisztségviselők. Később egyeseket közülük az országgyűlés választott meg. Ezek a főméltóságok, koronként esetleg kiegészülve egy-két ispánnal (például pozsonyi és temesi) alkották a királyi tanácsot. Az ország báróinak is nevezték őket – nem összetévesztendő a későbbi báró főnemesi címmel.
Az országbárók köre többször átalakult a történelem folyamán. Zsigmond király korában a következő méltóságok viselői számítottak báróknak (zárójelben a latin név).
- a nádorispán (comes palatinus)
- az erdélyi vajda (woyuoda Transsiluanus)
- az országbíró (iudex curiae regiae)
- Horvátország, Szlavónia, Dalmácia, Macsó és Szörény bánjai (bani)
- a tárnokmester (magister tavernicorum)
- a főajtónálló (ianitorum regalium magister)
- a főasztalnok (dapiferorum regalium magister)
- a főpohárnok (pincernarum regalium magister)
- a főlovászmester (agasonum regalium magister)
- a pozsonyi és a temesi ispán
- a főkincstárnok (summus thesaurarius)
- a székelyek ispánja
- a titkos kancellár

A királyi tisztviselők mellett a királyné is rendelkezett hasonló tisztviselőkkel, sőt az egy időben létezett ifjabb királyi udvar is.
A Világi Méltóságkönyv (Liber Dignitariorum Saecularium) alapján az alábbi újkori (1526–1848) listát lehet összeállítani a főméltóságokról (a sorrend egyúttal a tisztséget betöltők rangsorrendjét is jelzi):
- nádor (helytartó)
- országbíró
- horvát bán (megnevezése koronként eltért, pl.: dalmát-horvát bán, horvát-szlavón bán)
- erdélyi vajda
- tárnokmester
- főlovászmester, főkamarás, főajtónálló, főasztalnok, főpohárnok
- a királyi nemes testőrség kapitánya
- első koronaőr, második koronaőr
- kancellárok:
  - főkancellár
  - udvari kancellár
  - királynéi kancellár
  - királyi alkancellár
- személynökök
- kamaraelnökök és alelnökök
- a Szent Korona ügyészei
- pozsonyi gróf

A méltóságok neve a király körül betöltött eredeti tisztségükből eredt, de a tisztség hamar elvált a tényleges tevékenységtől, amit a helyettesek és beosztottjaik végeztek, kivéve a koronázási ünnepséget. A későbbi időkben a -mester utótag helyett egyre inkább a fő- előtag szerepelt a tisztség nevében (például királyi főlovász).